# کریستوفر لمبرت
کریستوفر لمبرت (فرانسوی: Christopher Lambert‎؛ زاده ۲۹ مارس ۱۹۵۷) بازیگر اهل فرانسه است.
وی از سال ۱۹۷۸ میلادی تاکنون مشغول فعالیت بوده‌است و هجدهمین بازیگر نقش تارزان در سینماست.
از فیلم‌هایی که وی در آن نقش داشته‌است می‌توان به قلعه، کشتن یک کشیش، کوه‌نشین ۲، بل کانتو، اسلحه پر ۱، پیش پا افتاده، قاتلان جاده‌ای، یک به‌علاوه یک، سرسره برقی، سیسیلی‌ها، آدرنالین و گوست رایدر: روح انتقام اشاره کرد.